# Rondo A Tre
Rondo A Tre ist ein hauptsächlich instrumentales Album von Sigi Schwab und Percussion Academia. Es wurde im Mai 1983 in den Union Studios in München aufgenommen und im selben Jahr auf CD veröffentlicht.

## Stilistisches
Sigi Schwab, klassischer Gitarrist mit Hang zum Jazzrock-Fusion und einer der seinerzeit weltweit renommiertesten deutschen Jazzmusiker, begann in den 1980er Jahren eine Zusammenarbeit mit den beiden Jazz-Perkussionisten Guillermo Marchena, der vorher in Klaus Doldingers Passport gespielt hatte, und Freddie Santiago von Peter Herbolzheimer Rhythm Combination & Brass. Kennzeichnend für das Projekt ist Schwabs polyphon eingesetzte 12-saitige-Gitarre und die komplexe, südamerikanisch geprägte Rhythmik der beiden Perkussionisten.
Dieser Stil gilt als wichtiger Vertreter der beginnenden Weltmusik der frühen 1980er und wurde 1985 mit dem Album Silversand fortgesetzt, und die Kompositionen auch von Schwab mit dem neuen Trio Percussion Project (Keller, Shotham) ab 1994 im Repertoire behalten.

## Aufnahmetechnik
Das Album wurde im April 1983 in den Münchner Union Studios aufgenommen und im neuen DMM-Verfahren gepresst, und ist 2007 als LP von den Direktbändern wiedererschienen. Die akustische Qualität der Aufnahmen wird noch heute als bemerkenswert genannt.

## Liste der Songs
Alle Kompositionen: Sigi Schwab.
1. Kassensturz 3:38
2. Sphinx 7:04
3. Daphnis und Chloe 4:48
4. Los Caracoles 2:52
5. Belo Horizonte 5:41
6. Rondo a Tre 4:38
7. Machu Picchu 7:34

## Mitwirkende
- Guillermo Marchena … Percussion, Gesang
- Freddie Santiago … Percussion
- Sigi Schwab … Gitarren

- Zeke Lund … Toningenieur
- Klaus H. Keller … Bild und Cover Design